# Nazionale maschile di hockey su ghiaccio della Corea del Nord
La nazionale di hockey su ghiaccio maschile della Corea del Nord è controllata dalla Federazione di hockey su ghiaccio della Corea del Nord, la federazione nordcoreana di hockey su ghiaccio, ed è la selezione che rappresenta la Corea del Nord nelle competizioni internazionali di questo sport.